# 間部詮信
間部 詮信（まなべ あきのぶ、1878年（明治11年）8月6日 - 1961年（昭和36年）9月4日）は、日本の華族（子爵）で心霊研究家。間部家11代。第9代藩主・間部詮道の長男。弟に詮敦。

## 生涯
鯖江藩最後の藩主・間部詮道の長男として生まれる。1882年（明治15年）、父の詮道の隠居により家督を相続し、1884年（明治17年）7月に華族令公布により、子爵の爵位を受ける。学習院卒業後、東京会館、仁壽生命保険、大阪ホテルの役員を務めた。
浅野和三郎の東京心霊科学協会の会員となり心霊実験会を開催、1932年（昭和7年）1月には大阪府堺市の浜寺諏訪の森に「大阪心霊相談所」を創設して所長となり、大阪心霊科学協会の理事長も兼任する。1933年に破産により華族の礼遇不享となるも、復権を申請し、1936年に回復する。
1940年に東京華族会館で心霊写真展覧会を主催するも、かねてより心霊実験を霊媒師の詐欺行為と見ていた特高警察によって会期途中で中止され、間部や心霊科学協会の役員などが連行、留置されて厳しい取り調べを受けた。同会は、戦争中に邪教扱いで弾圧され解散した。
1943年（昭和18年）11月30日、カルト団体絡みの詐欺事件の被告とされたことを理由に、宮内省により華族礼遇停止の処分を受け、爵位を返上する。 
1946年（昭和21年)）12月1日、日本心霊科学協会設立時に顧問として関与。この頃、後に心霊研究家となる近藤千雄と出会っている。近藤は間部詮信と弟の詮敦を「稀にみる霊能者」としている。
1961年（昭和36年）没。間部家当主は養子の勝章が継いだ。

## 家族
妻のすゑは下郷久道の五女で、仁寿生命保険社長などを務めた下郷久成の妹。

## 著書
- 不滅の心と人生―実話と解説（1949年、霊理学協会）